# Marrella
Marrella – rodzaj stawonoga z gromady Marrellomorpha. Jego szczątki odnaleziono w kambryjskich osadach łupków z Burgess w Kanadzie, formacji Balang i wśród bioty Kaili w Chinach (Marrella z Kaili może należeć do gatunku innego niż typowy M. splendens). Skamieniałości Marrella są najpospolitszymi skamieniałościami występującymi w tej formacji geologicznej (znanych jest stamtąd co najmniej dziewięć tysięcy okazów), były także pierwszymi, które Charles Walcott odnalazł w łupkach z Burgess. Walcott opisał Marrella jako nietypowego trylobita. Później została zaklasyfikowana do niewyróżnianej obecnie gromady Trilobitoidea. W 1971 roku Harry Blackmore Whittington ponownie opisał szczątki Marrella i na podstawie budowy jej odnóży, skrzeli oraz głowy uznał, że nie była ona ani trylobitem, ani szczękoczułkowcem, ani skorupiakiem.

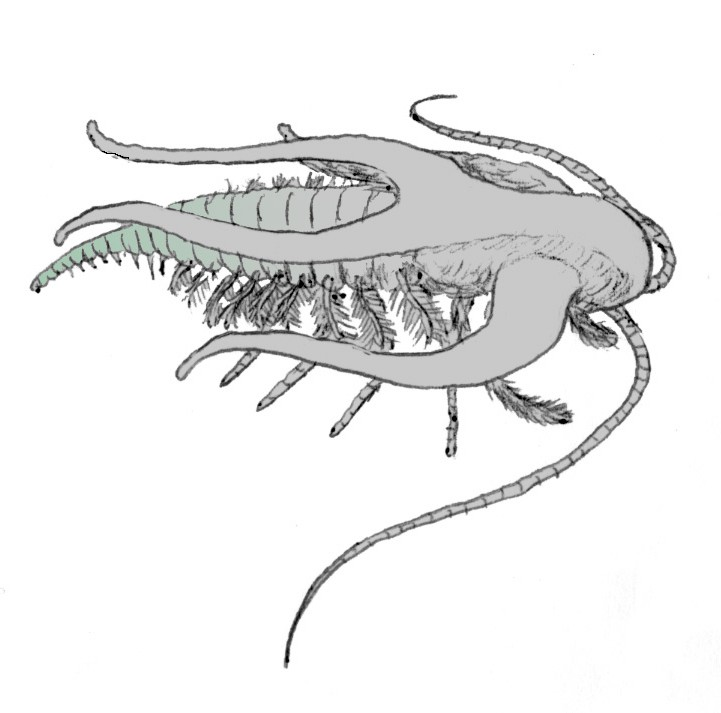
Marrella

Marrella była niewielkim zwierzęciem – największe znane okazy nie przekraczają 2,5 cm długości, podczas gdy najmniejsze mierzą 2,4 mm. Tarcza głowowa miała dwie pary długich, skierowanych ku tyłowi kolców. Na dole głowy znajdowały się dwie pary wyrostków: jedna długa i wiotka – czułki, a druga, krótsza i grubsza, dawniej także uznawana za czułki, prawdopodobnie służyła do pływania. Ciało najmniejszych osobników zbudowane jest z 17 segmentów, podczas gdy u największych liczba segmentów przekraczała 26, co dowodzi, że wraz ze wzrostem zwierzęcia zwiększała się liczba segmentów. Z każdego segmentu wyrastała para rozgałęzionych wyrostków. Dolnymi były nogi, zaś górnymi – pierzaste skrzela. Na końcu tułowia znajdował się niewielki telson. Oczy znajdowały się na spodniej stronie głowy. Nie jest jasne, w jaki sposób niezmineralizowane kolce i głowa były usztywnione. Marrella nie mogła być trylobitem, gdyż miała zbyt mało odnóży głowowych i zbyt niski stosunek liczby segmentów i odnóży. Brakowało jej także trzech par odnóży za otworem gębowym, co jest charakterystyczne dla skorupiaków. Różnią się one także samą budową od odnóży skorupiaków. Badania za pomocą siatki dyfrakcyjnej dobrze zachowanych okazów Marrella dowiodły, że najbardziej zewnętrzne wyrostki tarczy głowowej tego stawonoga cechowały się opalizującym ubarwieniem, podobnie jak u współczesnych widłonogów i małżoraczków. Mogło to być adaptacją przeciw drapieżnikom.

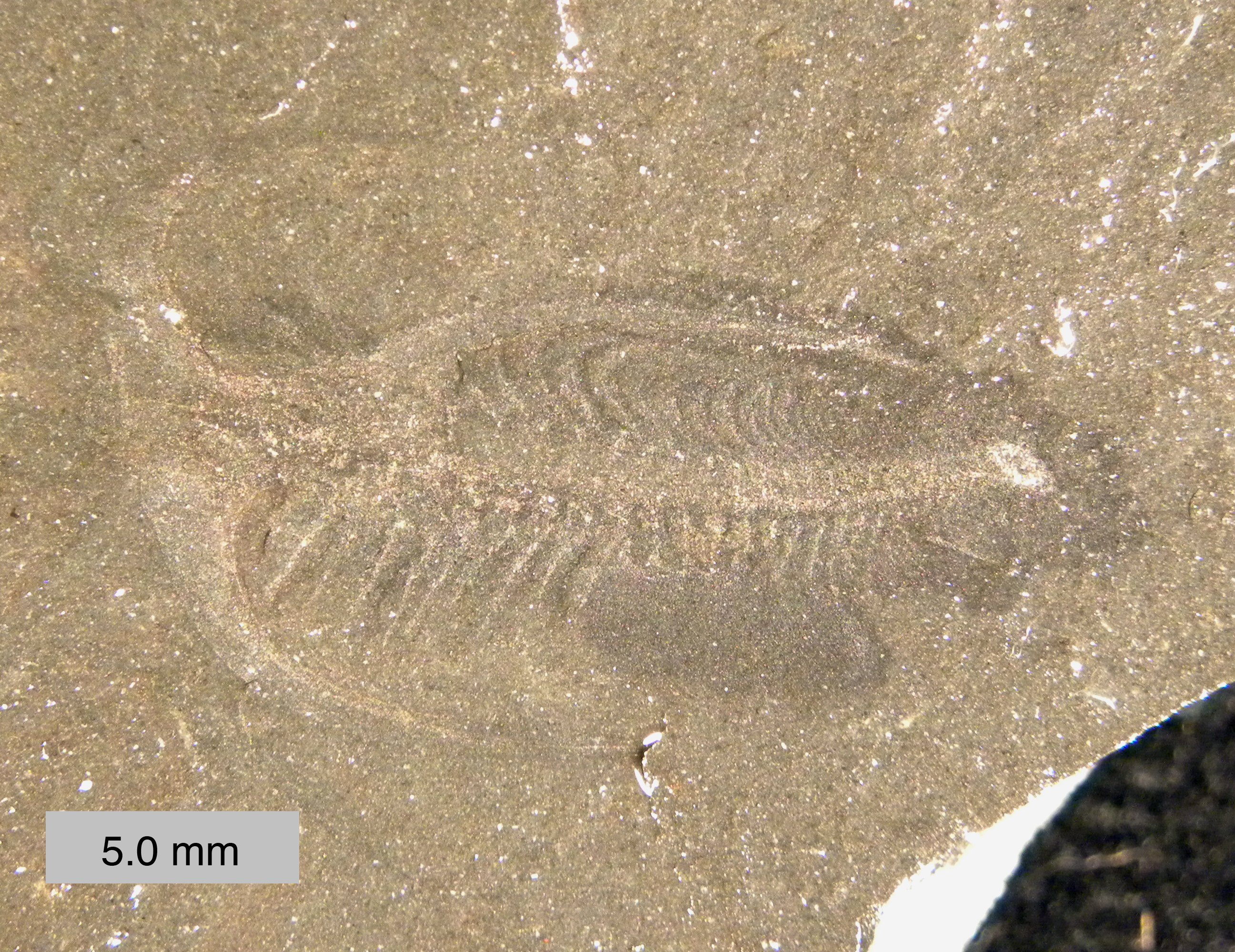
Marrella splendens

Uważa się, że Marrella była prowadzącym przydenny tryb życia detrytofagiem, jednak zdolnym do aktywnego pływania i osiągania przypowierzchniowych warstw wody. Głowa Marrella była twarda, muszlopodobna i przypominała skorupę kraba. Marrella, jak również dwa inne nietypowe stawonogi z łupków z Burgess – Opabinia i Yohoia – dowiodły, że żyjące w tej formacji zwierzęta o miękkich ciałach były bardziej zróżnicowane niż dotąd sądzono.